# Rajasaaret (ö i Kymmenedalen)
Rajasaaret är en ö i Finland. Den ligger i sjön Repovesi, Luujärvi och Tihvetjärvi och i kommunen Kouvola i den ekonomiska regionen  Kouvola ekonomiska region  och landskapet Kymmenedalen, i den södra delen av landet, 150 km nordost om huvudstaden Helsingfors. Öns area är 3,1 hektar och dess största längd är 340 meter i sydöst-nordvästlig riktning.